# Speed 2
Speed 2 ist ein US-amerikanischer Actionfilm aus dem Jahr 1997 von Regisseur Jan de Bont mit Sandra Bullock in der Hauptrolle. Der Film stellt die Fortsetzung von Speed aus dem Jahr 1994 dar.

## Handlung
Der Polizist Alex Shaw liefert sich in Los Angeles auf einem Motorrad eine wilde Verfolgungsjagd mit einem Lieferwagen voller gestohlener Waren. Zur gleichen Zeit legt Annie Porter eine Fahrprüfung ab, um ihren entzogenen Führerschein zurückzubekommen. Die beiden treffen aufeinander, als Annie einen Polizeiwagen rammt und somit durch die Prüfung fällt.
Annie und Alex sind in der nächsten Episode seit sieben Monaten zusammen. Sie ist verärgert, als sie erfährt, dass er einer Spezialeinheit der Polizei angehört und nicht – wie Alex es ihr mehrfach erzählt hat – ein einfacher Streifenpolizist am Strand von Venice Beach ist. Nachdem sie sich von ihrem letzten Freund Jack, der ebenfalls Polizist war, getrennt hatte, wollte sie nie wieder mit jemandem liiert sein, der einen gefährlichen Beruf ausübt. Alex hat für einen gemeinsamen Urlaub bereits eine Kreuzfahrt in die Karibik gebucht, und so treten beide zur Versöhnung die Reise an. Annie weiß nicht, dass Alex ihr auf dieser Kreuzfahrt einen Heiratsantrag machen möchte.
Zu den Passagieren des Schiffs Seabourn Legend gehört John Geiger, der ein computergestütztes Autopiloten-System für Kreuzfahrtschiffe entwickelt hat, aber entlassen wurde, als er berufsbedingt erkrankte. Er hat nur noch wenige Jahre zu leben und sinnt nun auf Rache: So will er das Schiff zerstören und vorher den wertvollen Schmuck der Passagiere stehlen. Geiger übernimmt per Fernsteuerung die Kontrolle über das Schiff, den Kapitän stößt er unbemerkt von anderen Personen bei einem Handgemenge über Bord.
Telefonisch erklärt er dem Ersten Offizier Juliano, dass der Kapitän tot sei und er nun die Befehlsgewalt über das Schiff habe. Er droht ihm, dass er das Schiff mit den Passagieren zerstören werde, sollte der Offizier nicht innerhalb von 15 Minuten eine Evakuierung des Schiffs befehlen. Er verleiht seiner Forderung dadurch Nachdruck, dass er kleine Sprengladungen, die er an mehreren Stellen des Schiffs angebracht hat, per Funksignal explodieren lässt.
Die meisten Passagiere verlassen mit Rettungsbooten das Schiff. Einige aber bleiben zurück, weil der Mechanismus ihres Rettungsbootes klemmt und dieses nicht zu Wasser gelassen werden kann. Darunter sind Annie und Alex. Geiger nutzt das Chaos, um den Schmuck aus dem Tresorraum des Schiffs auszuräumen. Geiger hat das Ruder des Schiffs elektronisch blockiert, es soll mit dem Öltanker Eindhoven Lion kollidieren, der vor der Karibikinsel St. Martin ankert. Alex lässt die Wasserballasttanks fluten und versucht, die große Schiffsschraube mit einem dicken Stahlseil zu blockieren, um das Schiff zu verlangsamen und vom Kurs abzubringen.
Geiger kann Annie in seine Gewalt bringen und flüchtet mit ihr als Geisel auf einem Motorboot. Über die Bugstrahlruder kann Alex den Kurs des Schiffs im letzten Augenblick so ändern, dass das Kreuzfahrtschiff den Tanker nur streift. Es steuert allerdings genau auf einen Hafen zu. Dort zerstört es eine Reihe von Segelbooten, die Hafenpromenade und eine Reihe von Häusern, bevor es in der Ortsmitte vor einer kleinen Kirche stoppt. Geiger, der Annie noch immer in seiner Gewalt hat, flieht mit einem Wasserflugzeug. Doch Alex schafft es, sie zu befreien. Der Flieger verfängt sich an einem Mast des Tankers. Als das Flugzeug daraufhin auf den Tanker stürzt, kommt Geiger in der Explosion um. Auch der Tanker wird dabei vollständig zerstört.
Alex macht Annie einen Heiratsantrag, und sie nimmt ihn an. Zurück in Los Angeles unternimmt Annie einen neuen Versuch, ihre Fahrprüfung zu bestehen.

## Hintergrund
Die Dreharbeiten begannen am 7. Oktober 1996 und endeten am 28. Januar 1997. Für die Schiffs-Außenaufnahmen drehte man sechs Wochen lang auf dem Kreuzfahrtschiff
Seabourn Legend. Neben dem tatsächlichen Kreuzfahrtschiff wurde vor allem für Szenen auf der Kommandobrücke ein Frachtschiff mit falschem Schiffskörper und nachgebauter Brücke verwendet. Für die Szene zum Ende des Films wurde ein nachgebauter Schiffsrumpf auf unter Wasser verlegten Schienen auf die Insel gefahren. Zahlreiche Bilder wurden durch Computereffekte geschaffen bzw. ergänzt. Die Produktionskosten wurden auf rund 160 Millionen US-Dollar geschätzt.
Kinostart in den USA war am 13. Juni 1997, in Deutschland am 10. Juli 1997. Am 5. Januar 1998 wurde der Film auf Videokassette veröffentlicht, am 13. Januar 2000 auf DVD. Der Film spielte in den Kinos weltweit rund 165 Millionen US-Dollar ein, davon 49 Millionen US-Dollar in den USA. Der Verleihumsatz des Films betrug in den USA rund 25 Millionen US-Dollar. In Deutschland wurden rund 1,9 Millionen Kinobesucher gezählt.

## Trivia
- In der Szene, in der Alex seekrank auf seinem Bett liegt und von Annie umsorgt wird, läuft im Fernsehen Stanley Kubricks Spielfilm Lolita.
- Im Film wird der Kriegsfilm Duell im Atlantik mit Curd Jürgens erwähnt und die Kollisionsszene daraus zwischen Schiff und U-Boot gezeigt.
- Die Band UB40 hat einen Gastauftritt im Film und spielt sich darin selbst als Unterhaltungsband auf dem Kreuzfahrtschiff.
- Glenn Plummer, der bereits im ersten Teil den Jaguar-Besitzer spielte, kommt wieder in einer ähnlichen Situation vor, diesmal jedoch als Bootsbesitzer.
- Die Szene, in der das Kreuzfahrtschiff die Hafenanlagen und die Innenstadt von St. Martin zerstört, ist die bislang teuerste Stuntszene in der Filmgeschichte. Ein Rumpf, der dem echten Rumpf des Kreuzfahrtschiffes entsprach, wurde nachgebaut, um auf Unterwasser-Schienen geführt eine Nachbildung der Hafenstadt zu zerstören. In dem Stunt waren auch echte Stuntleute und Fahrzeuge beteiligt. Insgesamt kostete der Stunt 25 Millionen US-Dollar.[2]
- Während Annies zweiter Fahrprüfung rammt sie beinahe einen Bus der Linie 33 mit der Nummer 2526. Dies ist eine Anspielung auf Speed, wo am Ende der Bus der Linie 33 mit der Nummer 2525 explodiert.
- Bei dem Motorrad aus der Verfolgungsjagd in der Anfangssequenz handelt es sich um eine Ducati 916.
- Sandra Bullocks Gage für den zweiten Teil wurde auf 12,5 Millionen US-Dollar taxiert, beim ersten Teil waren es noch 500.000 US-Dollar.

## Kritiken
„Im Stil seines Vorgängers Speed setzt der Film den Schwerpunkt nicht auf die Handlung, sondern auf eine äußere Bewegung, die sich fortpflanzt: auf verschiedene Fortbewegungsmittel, die Menschen und selbst die Kamera. Nur andeutungsweise eine ironisch zu verstehende Zerstörungsorgie gegen Luxusgüter, tendiert der Film am Ende zur reinen Materialschlacht und verliert dadurch viel an Unterhaltungswert.“

„Jan de Bont bemüht jamesbondige Gimmicks (Minicomputer in Golfschlägerköpfen) und viele technische Manöver, um den niedrigeren Speed-Kitzel auszugleichen. Die rechte Fahrt kommt trotzdem nicht auf. Mäßig gespannt sieht man beim Katz-und-Maus-Spiel zwischen Dafoe und seinen Gegenspielern an Bord zu. Erst zum Schluß hat de Bont das Schiff dort, wo es hingehört: Außer Kontrolle, schmirgelt es zuerst an einem anderen Riesenkahn entlang und schiebt sich schließlich mit vollem Rumpf halb in ein Hafenstädtchen hinein. Da kommt die katastrophische Augenlust voll zum Zug weshalb der Regisseur den zerstörerischen Einlauf auch so lang dehnt, wie es ihm die fortgeschrittene Feinschnittkunst gerade noch gestattet.“

„Die Fortsetzung mag wegen des Erfolgs unvermeidlich gewesen sein, doch sie muß ohne den Herzbuben Keanu Reeves auskommen und auch ohne den cleveren Autor Graham Yost. So hat Regisseur Jan den Bont selbst eine neue Story ausgeheckt, die als Super-Bombenleger, o je, o je, wieder mal einen größenwahnsinnigen Computerfreak aufbietet und als Schauplatz einen Kreuzfahrtdampfer. Da es von der Höhe der Kommandobrücke bis hinab in die Eingeweide der Maschinerie furchtbar viel herumzuhebeln gibt, kommt bald der Überblick abhanden. Verlaß ist allein auf das diabolische Zähneblecken des Starschurken Willem Dafoe und natürlich auf Sandra Bullocks vergnügtes Meckern.“

## Auszeichnungen
Der Film gewann den Negativpreis Goldene Himbeere 1998 als „schlechteste Fortsetzung“ und war in sieben weiteren Kategorien nominiert („schlechteste Schauspielerin“, „schlechtester Regisseur“, „schlechtester Original-Song“, „schlechtester Film“, „schlechtestes Leinwandpaar“, „schlechtestes Drehbuch“ und „schlechtester Nebendarsteller“).